# Надругательство над флагом

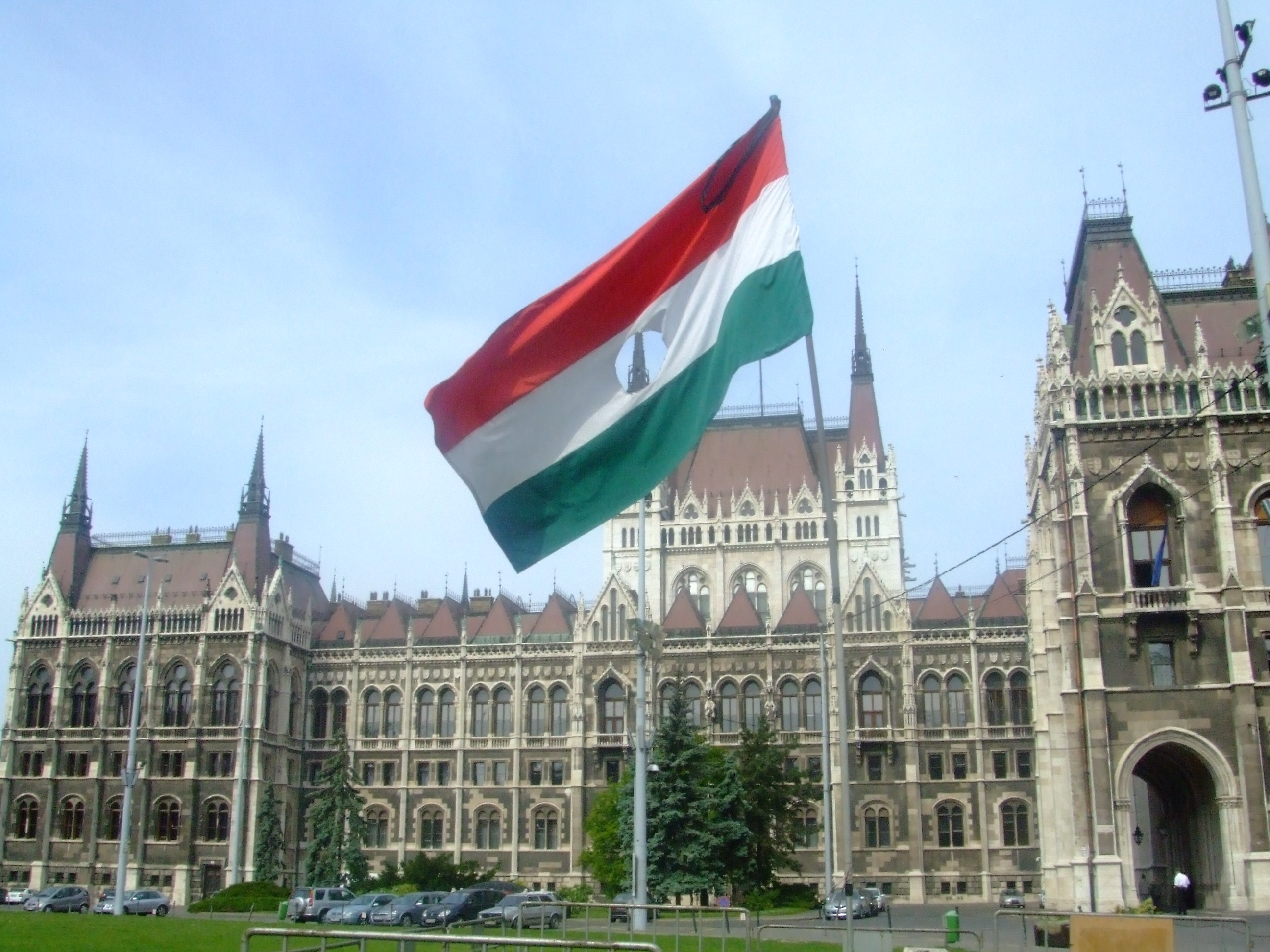
Флаг ВНР с вырезанной центральной частью; поднят перед Парламентом Венгрии в память о восстании 1956 г., участники которого вырезали со знамён герб, связанный с режимом Ракоши

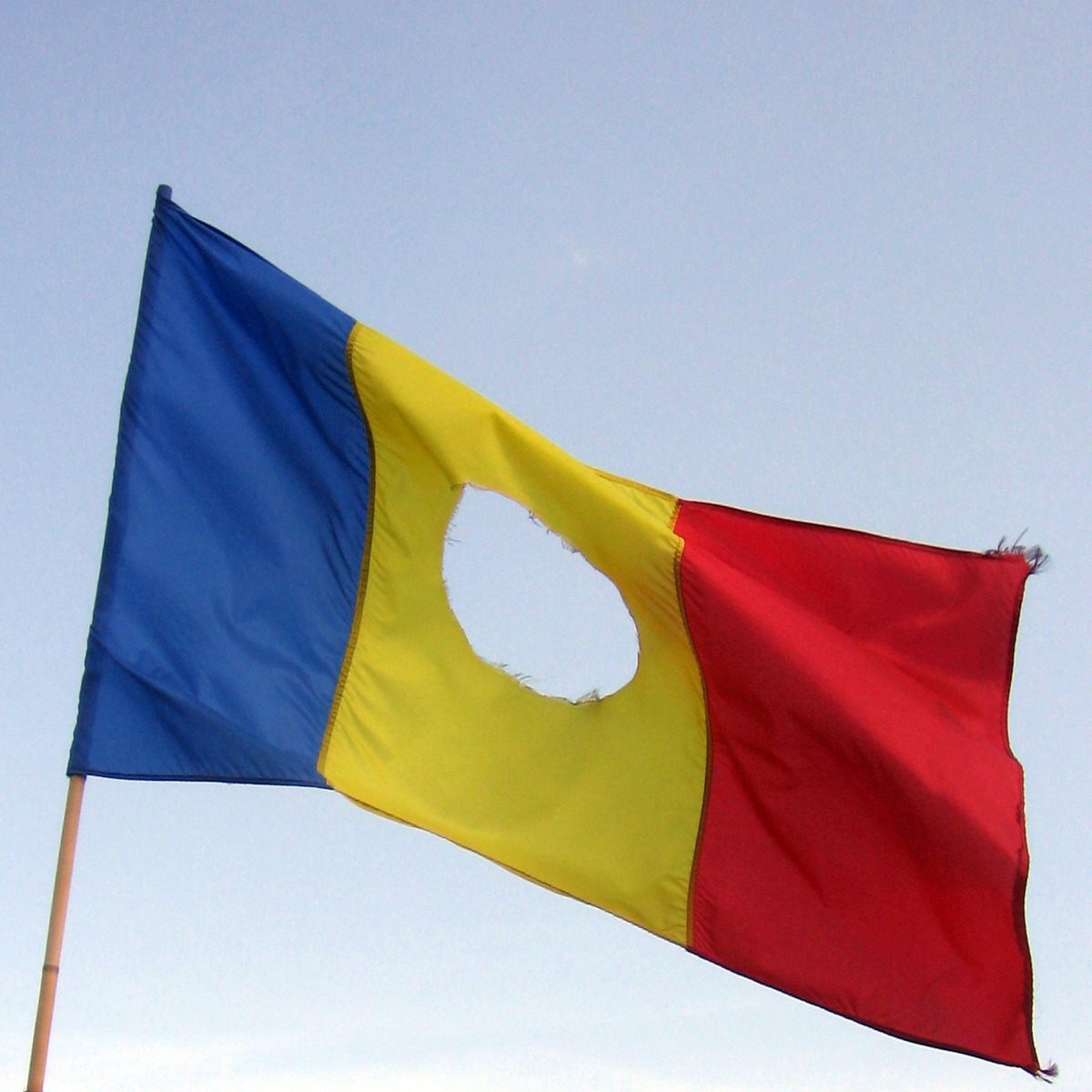
Флаг Румынской революции 1989 года, с вырезанной дырой во флаге

Надругательство над флагом (осквернение флага) — умышленное уничтожение или повреждение флага. Надругательство над государственным флагом может иметь протестный характер, так как связано с оскорбительным поведением по отношению к национальным символам или символам власти, или совершаться по хулиганским мотивам.
В некоторых странах осквернение флага признаётся преступлением. В России уголовно преследуется осквернение Государственного флага, но осквернение флагов других государств не является наказуемым. Для граждан Дании, Норвегии и Швеции нет особых установлений об использовании своего национального флага, они имеют полное право проводить различные надругательства над своими национальными флагами, однако обращаться так с иностранными флагами в этих странах запрещено.

## Россия

### Российская Империя
В царской Росcии осквернение государственного флага не было выделено в отдельный класс преступлений. Так как государственный флаг олицетворял Верховную власть, то деяние протестного осквернения государственного флага попадало под более широкую группу правонарушений «дерзостного неуважения Верховной Власти».

Уголовное уложение 1903 года.Статья 128. Виновный в оказании дерзостного неуважения Верховной Власти или в порицании установленных Законами Основ образца правления или порядка наследия Престола произнесением или чтением, публично, речи или сочинения или распространением или выставлением сочинения или изображения наказывается: ссылкою на поселение
Оригинальный текст (рус.)Статья 128. Виновный въ оказаніи дерзостнаго неуваженія Верховной Власти или въ порицаніи установленныхъ Законами Основными образа правления или порядка наслѣдія Престола произнесеніемъ или чтеніем, публично, рѣчи или сочиненія или распространеніемъ или выставленіемъ сочиненія или изображенія наказывается: ссылкою на поселніе.

Согласно дореволюционной судебной практике, любое деяние, которое было истолковано обвинением как неуважение к Власти, подлежало наказанию по ст. 128 Уголовного уложения 1903 года. Разумеется, в том числе, и осквернение такого символа власти, как флаг. Ниже публицистом описан один из случаев вменения царским прокурором ст.128 Уголовного уложения:

Обвинитель, товарищ прокурора г. Сергеев начал с заявления, что из формулы «дерзостное неуважение к верховной власти» он готов в данном случае исключить эпитет «дерзостное» и будет говорить только о неуважении. Этим однако не исключается состав преступления: по сенатскому разъяснению, всякое неуважение должно считаться дерзновенным, независимо от формы, раз оно направлено к верховной власти. Форма может лишь усилить степень преступности.

### РСФСР (в составе СССР)

#### Уголовный кодекс РСФСР 1926 г
В СССР состав и наказания за преступления регулировались раздельными уголовными кодексами советских республик. Как в царской России, действовавшие до 1966 года законы РСФСР не выделяли надругательство над флагом в обособленный состав преступления. Аналогично царскому уголовному уложению, преступление осквернения флага (в современном понимании) квалифицировались по 58-й статье УК РСФСР от 1926 г.. Как обособленный непосредственный объект правонарушения, в отличие от уголовного уложения, государственный флаг всё же появился в советском уголовном кодексе по ст. 93 УК РСФСР «Подъем на морском торговом судне флага Союза ССР без права на этот флаг».
В Российской Империи и ранние годы СССР осквернение государственного флага было настолько очевидно преступно, что не требовало отдельной статьи. Серьёзные наказания в СССР могли последовать даже за менее значительные преступления против общества-государства. За осквернение или надругательство над флагом для судимости по 58 статье УК РСФСР 1926 г. достаточно было общего бездоказательного подозрения в антисоветских целях надругательства.

#### Уголовный кодекс РСФСР 1960 года
C либерализацией общества СССР, 25 декабря 1958 года были приняты «Основы уголовного законодательства Союза ССР и союзных республик» 1958 года, и республиканские уголовные кодексы начали приводиться в соответствие с ними. Появилась необходимость конкретизировать и разделить составы бывшей 58 статьи УК, отдельно выделить состав преступления осквернения Государственного герба и флага.
В оригинальной редакции нового УК РСФСР 1960 года, статья за надругательство над флагом отсутствовала. Но уже в 1966 году уголовный кодекс дополнен статьёй 190.2 уголовного кодекса.
Широко известны несколько случаев осквернения государственного флага СССР последних лет его существования. По данным журнала «Власть-Ъ», в разное время их совершили Михаил Ширвиндт (по хулиганским мотивам) и Валерия Новодворская (по политическим мотивам).
Вот как журнал "Власть-Ъ описал инцидент М. Ширвиндта:

      8 ноября 1977 года в Москве студент Щукинского театрального училища Михаил Ширвиндт и трое его друзей, выпив, сорвали флаг СССР с одного из домов, бегали с ним по дворам, после чего разорвали. Хулиганов арестовали по горячим следам. По словам господина Ширвиндта, возбуждения уголовного дела по ст. 190-2 УК РСФСР ("Надругательство над государственными символами СССР") удалось избежать благодаря усилиям его отца — актёра Александра Ширвиндта. Он убедил милиционеров изменить формулировку "советский флаг" на "праздничное полотнище". Виновных оштрафовали в административном порядке. Михаил Ширвиндт был исключён из комсомола и из училища, куда смог вернуться через два года.

А вот как происходило надругательство над Государственным флагом Валерией Н.:

16 сентября 1990 года лидер движения «Демократический выбор» Валерия Новодворская во время митинга на Пушкинской площади сожгла несколько советских флагов (по её собственным словам, семь или восемь флагов). Также госпожа Новодворская жгла экземпляры Конституции СССР и скандировала лозунги «Хайль, Горбачёв!» и «Нобелевская премия фашисту — браво, Запад!». На следующий день она была арестована по уголовному делу об оскорблении достоинства президента СССР и надругательстве над государственными символами. 1 марта 1991 года Мосгорсуд оправдал Валерию Новодворскую в части, касающейся оскорбления президента, однако приговорил к двум годам исправительных работ за сожжение флагов.

### Российская Федерация
В современной редакции Уголовного кодекса России, штраф, как наказание за надругательство над флагом, исключён в пользу мер ограничения свободы. Наказание ужесточено, по сравнению с ранее действовавшими нормами РСФСР, в 1996 году, но смягчено более поздними правками.

УК РФ 1997 года. Надругательство над Государственным гербом Российской Федерации или Государственным флагом Российской Федерации — наказывается ограничением свободы на срок до одного года, либо принудительными работами на тот же срок, либо арестом на срок от трех до шести месяцев, либо лишением свободы на срок до одного года. (в ред. Федеральных законов от 27.12.2009 N 377-ФЗ, от 07.12.2011 N 420-ФЗ)

По статистике сайта-агрегатора судебных решений, по тематике ст 329 УК РФ, российские суды по всей стране рассматривают примерно по 3 дела в год (29 текстов судебных решений с 2006 по 2016 год). Некоторые решения освещаются прессой, что позволяет некоторым журналистам говорить об их массовом характере. Одним из известных случаев стало снятие членом КПРФ триколора со здания Госдумы в 2003 году. В 2006 году случай надругательства был зафиксирован в Райчихинске (флаг оторван от древка и брошен на скамью), в 2007 году — в Тюмени (флаг сорван и сброшен на землю) и Екатеринбурге, в 2008 г. — в Ломоносове (флаги сорваны и брошены в урну), Красноярском крае (флаг оторван от древка и выброшен), Санкт-Петербурге (несколько случаев срывания флагов со зданий), Ставропольском крае, в 2010 г. — в Калужской области (флаг сожжён) и Зеленограде (флаг сожжён). В большинстве случаев мотивом были признаны хулиганские побуждения, а жители Ставрополья даже уверяли, что сломали флаг из патриотических чувств (желая установить его над домом). Политические мотивы были установлены в Екатеринбурге, где активист оппозиционной коалиции «Другая Россия» Алексей Никифоров, пропагандировавший идеи запрещённой в России Национал-большевистской партии, систематически менял федеральные флаги на имперские. В 2013 году в Пензенской области местные коммунисты сожгли флаг РФ . В 2014 г. троих жителей Ростовской области, назвавших себя сторонниками «Революционного Коммунистического Фронта», обвинили в сожжении государственного флага РФ. В июле 2013 года солист группы Bloodhound Gang Джаред Хасселхофф засунул в штаны флаг России. После этого, группе Bloodhound Gang на пять лет запретили въезд на территорию России, а их песни и клипы были на долгое время убраны из ротации крупнейших радиостанций и музыкальных телеканалов.
В марте 2019 года состав статьи 20.1 КоАП РФ «Мелкое хулиганство» был дополнен штрафами (размером до трёхсот тысяч рублей) за распространение в Интернете информации, оскорбляющей или выражающей явное неуважение к официальным государственным символам (в том числе к флагу).

## Великобритания

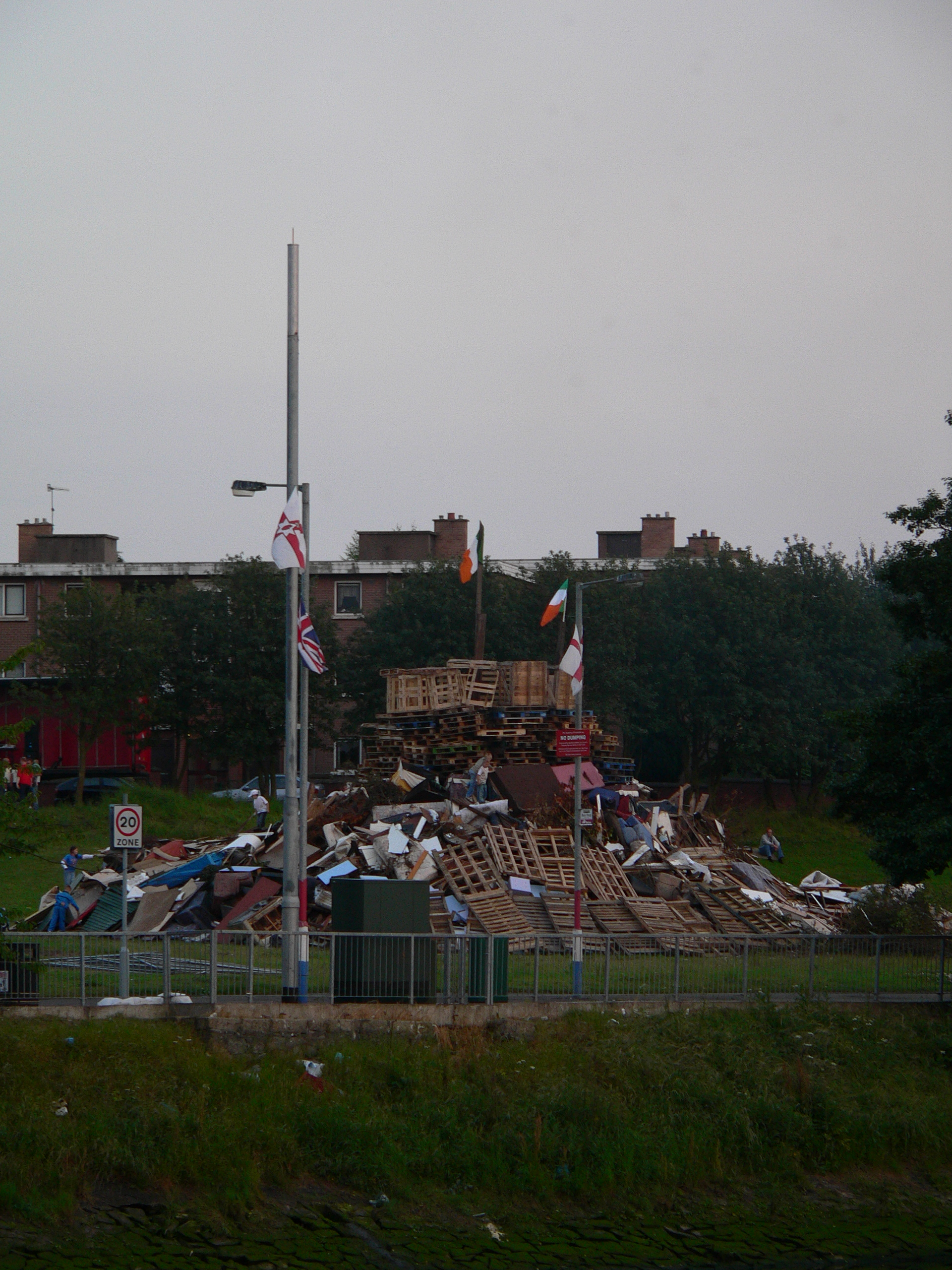
Ольстерские лоялисты готовят костёр для сожжения флага Ирландии.

В законах Англии, Шотландии и Уэльса нет описания наказаний за надругательство над флагом, однако в Северной Ирландии с самого отделения в 1921 году предусмотрена подобная ответственность, несколько раз впоследствии изменявшаяся. В Северной Ирландии в ходе акций протеста часто производятся сожжения как Юнион Джека, так и Ирландского триколора.

## Ирландия
Порча флага не одобряется правительством Ирландии, но не считается преступлением. В преддверии чемпионата мира по футболу в 2002 году компания Гиннесс провела рекламную акцию, в рамках которой продавались ирландские флаги с эмблемой Гиннесса в центре и в результате чего компания получила выговор.

## США

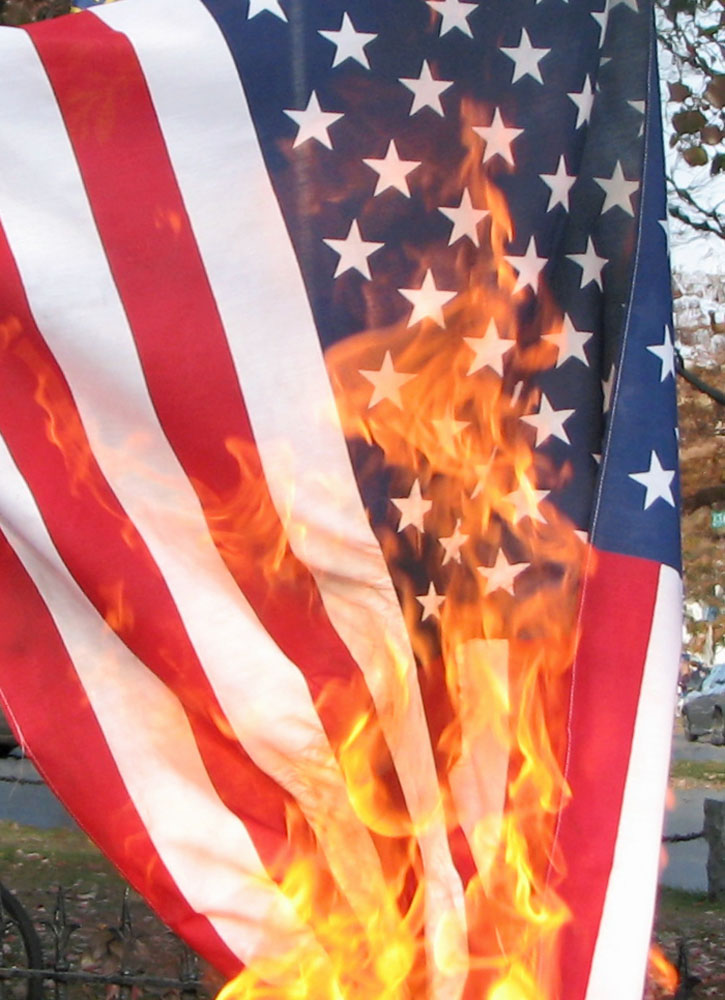
Сожжение флага во время акции протеста в Нью-Гемпшире. Период выборов-2008.

В США надругательство над флагом длительное время было запрещено. Так, в Новом Орлеане за уничтожение полотнища был повешен некий Уильям Мамфорд, а гораздо позднее в ненадлежащем использовании знамени обвинялся медиамагнат Ларри Флинт. Запрет на публичное сожжение флага был отменён решением по делу «Техас против Джонсона» в 1989 г.
Республиканская партия США неоднократно требовала вновь запретить осквернение флага, но её оппоненты всякий раз апеллировали к Первой поправке, так что сожжение «звёзд и полос» остаётся атрибутом многих митингов и демонстраций.

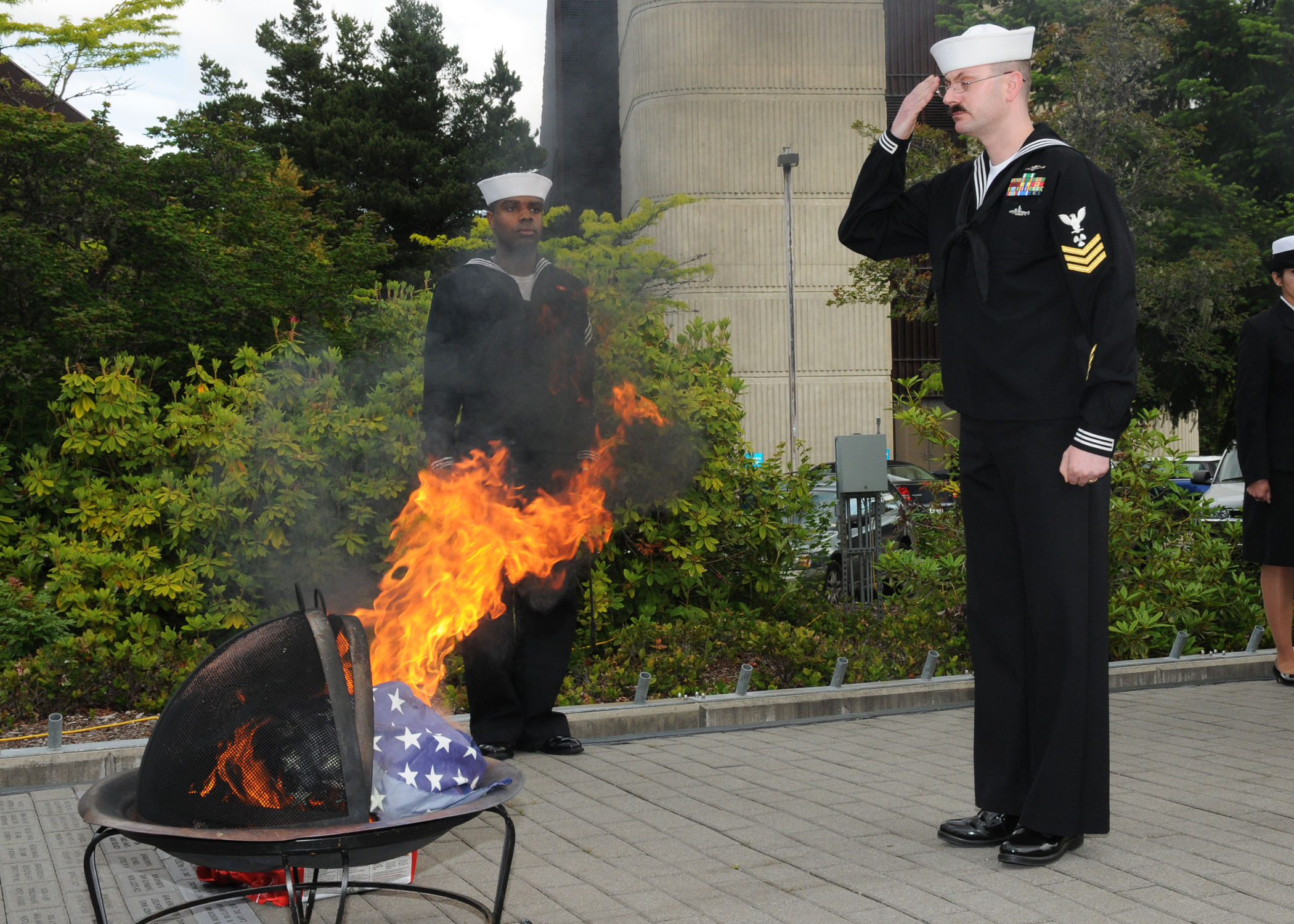
Церемония сжигания флага на ВМБ Китсап, штат Вашингтон

Наряду со сжиганием для надругательства, в США существует церемония сжигания флагов с оказанием почестей и оговорёнными правилами проведения как предпочтительный способ их утилизации.
В 1970 году Дин Рид публично выстирал флаг своей страны перед консульством США в Сантьяго в знак протеста против войны во Вьетнаме. По словам известного телеведущего и журналиста Леонида Парфёнова, в Америке этот поступок практически не заметили, но он имел огромный резонанс в СССР.
Помимо всего прочего в США также есть традиция переворачивать флаг как знак протеста нынешней власти, а также уставам и порядкам. Само по себе переворачивание американского флага является нарушением этикета, исключение может делаться, если нужно подать сигнал бедствия (оттуда и традиция протеста, которая трактуется так, как будто страна или государство находится в бедственном положении).

## Мексика
В Мексике осквернение государственного флага считается преступлением. Так, в 2008 году певица Паулина Рубио была оштрафована за использование знамени в качестве драпировки для фотосессии, а поэт Серхио Виц — за призыв использовать флаг вместо туалетной бумаги, который сделал в своём стихотворении «Родина в дерьме».

## Италия
В Италии осквернение государственного флага считается административным правонарушением. За осквернение взимается штраф от 1 000 до 5 000 евро.

## Украина
На территории Украины надругательство над государственным флагом Украины является уголовно наказуемым деянием в соответствии со статьёй 338 Уголовного кодекса Украины. Наиболее известные случаи надругательства над флагом Украины в виде снятия со зданий госучреждений случились во время массовых акций протеста в некоторых областях Украины весной 2014 года.

## Эстония
Статьи 245 и 249 Пенитенциарного кодекса Эстонской Республики предусматривают уголовную ответственность за срыв, надругательство, разрушение или осквернение государственного флага и государственных символов не только Эстонии, но и любых других иностранных государств и международных организаций.